# Chloantha
Chloantha là một chi bướm đêm thuộc họ Noctuidae.

## Các loài
- Chloantha elbursica (Boursin, 1967)
- Chloantha hyperici (Denis & Schiffermüller, 1775)